# First Day
First Day (bra: Primeiro Dia) é uma série de televisão dramática australiana escrita e dirigida por Julie Kalceff que estreou na ABC Me em 30 de março de 2020. A série teve origem como um curta-metragem com o mesmo título que foi ao ar em 2017. É estrelada por Evie MacDonald.
Foi produzida pela Epic Films e Kojo Entertainment, em associação com a South Australian Film Corporation e a Australian Children's Television Foundation (ACTF). Recebeu financiamento de desenvolvimento e produção principalmente do governo australiano e da Screen Australia. Jan Stradling da ABC e Bernadette O'Mahony da ACTF atuaram como produtores executivos da série. O programa foi renovado para uma segunda série em maio de 2021.
First Day e o seu curta-metragem tiveram uma recepção positiva por sua representação da diversidade. O curta ganhou um prêmio de diversidade do MIPCOM e um Prêmio de Equidade de Gênero Prix Jeunesse em 2018. Já a série ganhou um GLAAD Media Award e um International Emmy Kids Award.

## Elenco e personagens
- Evie MacDonald como Hannah Bradford
- Joanne Hunt como Amanda Bradford, a mãe de Hannah.
- Brenna Harding como a Sra. Fraser, professora de matemática do ensino médio de Hannah.
- Anthony Brandon Wong como o Sr. Nguyen, diretor da Hillview High School.
- Mark Saturno como Steve Bradford, o pai de Hannah.
- Ethan Gifford como Jack Bradford, irmão mais velho de Hannah.
- Elena Liu como Olivia, uma amiga de Hannah com quem ela se relaciona em seu primeiro dia de escola.
- Nandini Rajagopal como Natalie, nova amiga de Hannah.
- Arwen Diamond como Jasmine, nova amiga de Hannah.
- Isabel Burmester como Isabella, ex-aluna do ensino fundamental que reconhece Hannah.
- Jake Childs como Sarah, colega de classe de Hannah

## Episódios
| Temporada | Temporada      | Episódios      | Episódios      | Originalmente exibido | Originalmente exibido |
| Temporada | Temporada      | Episódios      | Episódios      | Estreia da temporada  | Final da temporada    |
| --------- | -------------- | -------------- | -------------- | --------------------- | --------------------- |
|           | Curta-metragem | Curta-metragem | Curta-metragem | 11 de outubro de 2017 | 11 de outubro de 2017 |
|           | 1              | 4              | 4              | 30 de março de 2020   | 2 de abril de 2020    |
|           | 2              | 4              | 4              | 2022                  | 2022                  |